# Bannang Sata
Bannang Sata (em tailandês: บันนังสตา) é um distrito da província de Yala, no sul da Tailândia.

## História
O nome Bannang Sata é de origem malaia. "Bannang" significa costurar, enquanto "Sata" é uma árvore com pequenos frutos azêdos.